# Melanie Paxson
Melanie Paxson, född 26 september 1972 i Chicago, Illinois, är en amerikansk skådespelare.
Paxson har bland annat medverkat i filmen Descendants: The Rise of Red och Saving Mr. Banks. Hon har även medverkat i TV-serien Notes from the Underbelly.

## Filmografi (i urval)
- 2007 – Notes from the Underbelly (TV-serie)
- 2013 – Saving Mr. Banks
- 2015 – Descendants
- 2017 – Descendants 2
- 2024 – Descendants: The Rise of Red